# Ctenus kipatimus
Ctenus kipatimus är en spindelart som beskrevs av Benoit 1981. Ctenus kipatimus ingår i släktet Ctenus och familjen Ctenidae.
Artens utbredningsområde är Tanzania. Inga underarter finns listade i Catalogue of Life.